# Емералд-Бей (Техас)
Емералд-Бей (англ. Emerald Bay) — переписна місцевість (CDP) в США, в окрузі Сміт штату Техас. Населення — 1146 осіб (2020).

## Географія
Емералд-Бей розташований за координатами 32°9′41″ пн. ш. 95°26′19″ зх. д. / 32.16139° пн. ш. 95.43861° зх. д. (32.161272, -95.438638).  За даними Бюро перепису населення США в 2010 році переписна місцевість мала площу 3,98 км², з яких 1,99 км² — суходіл та 1,98 км² — водойми.

## Демографія
Згідно з переписом 2010 року, у переписній місцевості мешкало 1047 осіб у 538 домогосподарствах у складі 393 родин. Густота населення становила 263 особи/км².  Було 613 помешкання (154/км²).
Расовий склад населення:
| - 98,1 % — білих - 1,1 % — азіатів - 0,3 % — чорних або афроамериканців - 0,2 % — корінних американців |

До двох чи більше рас належало 0,4 %. Частка іспаномовних становила 0,6 % від усіх жителів.
За віковим діапазоном населення розподілялося таким чином: 7,4 % — особи молодші 18 років, 36,1 % — особи у віці 18—64 років, 56,5 % — особи у віці 65 років та старші. Медіана віку мешканця становила 67,1 року. На 100 осіб жіночої статі у переписній місцевості припадало 89,0 чоловіків;  на 100 жінок у віці від 18 років та старших — 86,0 чоловіків також старших 18 років.
Середній дохід на одне домашнє господарство  становив 69 768 доларів США (медіана — 58 000), а середній дохід на одну сім'ю — 76 736 доларів (медіана — 65 703). За межею бідності перебувало 20,6 % осіб, у тому числі 0,0 % дітей у віці до 18 років та 33,3 % осіб у віці 65 років та старших.
Цивільне працевлаштоване населення становило 250 осіб. Основні галузі зайнятості: науковці, спеціалісти, менеджери — 22,8 %, освіта, охорона здоров'я та соціальна допомога — 18,4 %, фінанси, страхування та нерухомість — 18,0 %.